# إلك شوارتز
إلك شوارتز (بالرومانية: Alexandru "Elek" Schwartz)‏ هو لاعب كرة قدم ومدرب كرة قدم روماني، ولد في 23 أكتوبر 1908 في تيميشوارا في رومانيا، وتوفي في 2 أكتوبر 2000 في هاغويناو في فرنسا. شارك مع منتخب رومانيا لكرة القدم. أما مع النوادي، فقد لعب مع نادي النجم الأحمر سانت أوين ونادي ريبنسيا تيميشوارا ونادي ستراسبورغ ونادي كان ونادي هييريه.

## وصلات خارجية
- إلك شوارتز على موقع قاعدة بيانات كرة القدم.إي يو (الإنجليزية)
- إلك شوارتز على موقع عالم كرة القدم.نت (الإنجليزية)